# Happach (Waldbröl)
Happach ist eine Ortschaft im Gemeindegebiet der Stadt Waldbröl im Oberbergischen Kreis im südlichen Nordrhein-Westfalen innerhalb des Regierungsbezirks Köln (Deutschland).

## Lage und Beschreibung
Der Ort liegt ca. 1,5 km nordwestlich vom Stadtzentrum entfernt.

## Geschichte

### Erstnennung
1548 wurde der Ort das erste Mal urkundlich erwähnt und zwar „Das Gut zu Happich gehört zum Besitz der Quad zu Isengarten“
Schreibweise der Erstnennung: Happich

## Freizeit

### Vereinswesen
- Ländlicher Zucht-, Reit- und Fahrverein Oberberg Süd e. V. –  Jedes Jahr im August findet ein Spring- und ein Dressurturnier statt.
- Kreispferdesportverband Oberberg e. V. – Die Interessenvertretung der angeschlossenen Vereine und Pferdebetriebe im Oberbergischen Kreis.
- Voltigier- und Reitsportgemeinschaft VRSG 20*10 e. V.

### Wander- und Radwege
Der Wanderweg O führt durch Happach, von Niederhof kommend.

## Persönlichkeiten

### Zeitweise in Happach gewohnt
- Claudia & Chris Roberts – Schlagersänger